# Margarita Sergejewna Kuschnyr
Margarita Sergejewna Kuschnyr (russisch Маргарита Сергеевна Кушнырь; * 5. Juni 1996 in Oblast Rostow) ist eine russische Handballspielerin auf der Position der Torhüterin. Sie ist russische Nationalspielerin in der Variante Beachhandball.

## Hallenhandball
Kuschnyr begann ihre Karriere beim Erstligisten GK Dynamo Wolgograd, mit dem sie 2014 die Meisterschaft gewinnen konnte und im EHF-Pokal das Viertelfinale erreichte. In der folgenden Saison erreichte sie mit ihrem Verein das Finalturnier der Championsleague, in dem jedoch beide Spiele verloren wurden und Kuschnyr anders als bei mehreren Spielen der Gruppenphase nicht zum Einsatz kam. 2015/16 stand sie mit Wolgograd erneut im Viertelfinale des EHF-Pokals, 2016/17 in der zweiten Qualifikationsrunde. In der Saison wechselte sie zum Ligakonkurrenten Swesda Swenigorod. Ab dem Sommer 2017 stand sie bei GK Kuban Krasnodar unter Vertrag. In Krasnodar konnte sie sich nicht richtig durchsetzen, stand aber mit dem Verein 2017/18 im Viertelfinale des EHP-Pokals, kam aber nur ihr einer frühen Wettbewerbsphase zum Einsatz. Nachdem Kuschnyr ab Dezember 2017 für den Erstligisten KSK Lutsch Moskau aufgelaufen war, schloss sie sich im Sommer 2018 dem Ligakonkurrenten AGU-Adyif aus Maikop an. 2019 wechselte Kuschnyr zum HK Homel nach Weißrussland. Mit Homel schied sie in der Saison 2019/20 in der zweiten Qualifikationsrunde des EHF-Pokals aus.
Mit der russischen U-19 gewann Kuschnyr 2015 bei den Europameisterschaften in Spanien die Silbermedaille, im Finale musste sich Russland nur den Däninnen geschlagen geben.

## Beachhandball

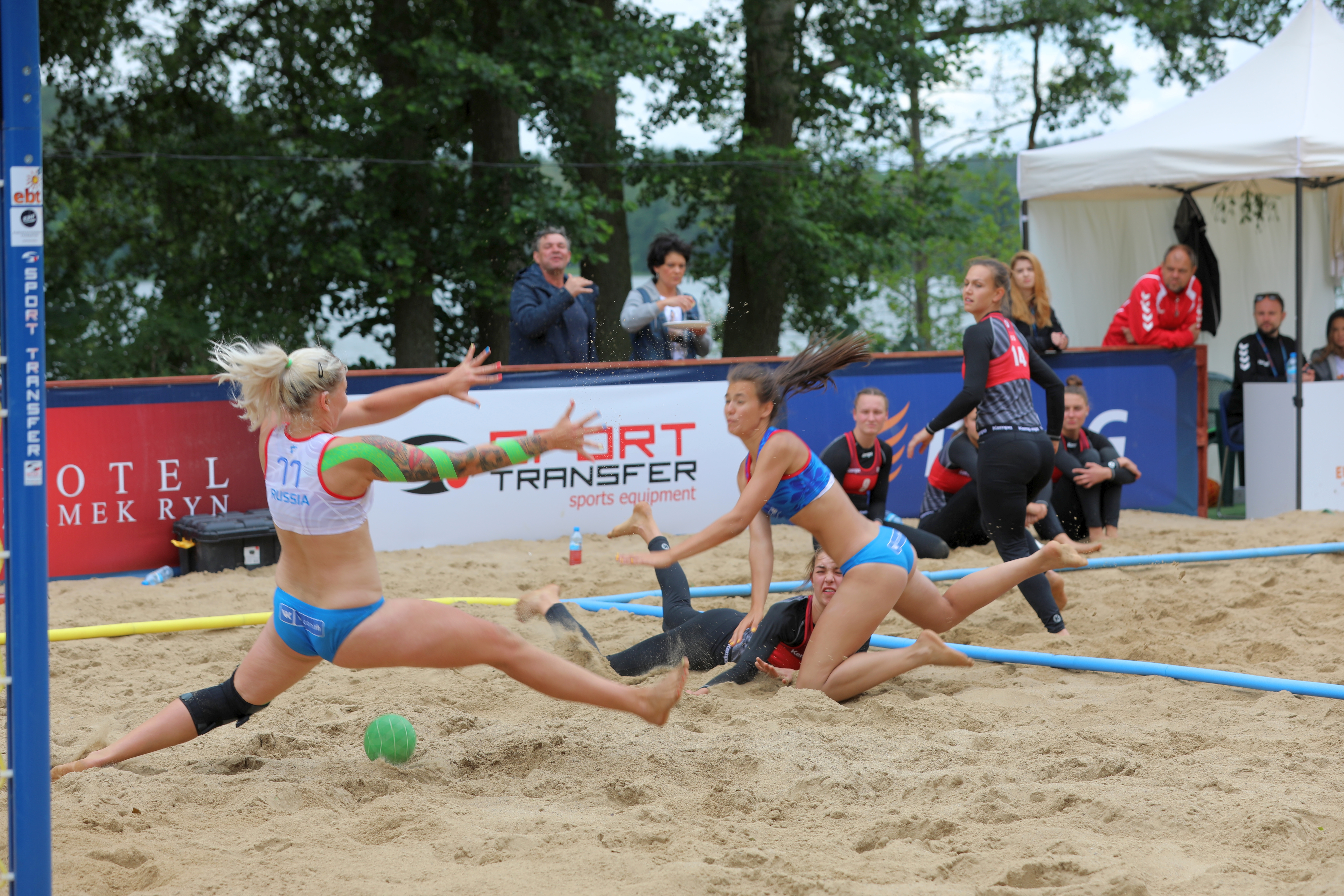
Kuschnyr bei der Abwehr eines Wurfes von Isabel Kattner im letzten Platzierungsspiel der EM 2019, den Sofija Lyschina zu verhindern versucht; im Hintergrund Christine Königsmann

Für die Europameisterschaften 2019 im polnischen Stare Jabłonki wurde Kuschnyr erstmals für ein Turnier in die russische Beachhandball-Nationalmannschaft berufen. Die russische Mannschaft bestand vor allem aus jungen Spielerinnen, die Hälfte hatte schon in den Tagen zuvor an selber Stelle die Jugendeuropameisterschaften bestritten. Kuschnyr war somit eine der älteren, erfahreneren Spielerinnen. Bei der EM spielten die Russinnen als erstes gegen Deutschland und unterlagen im Shootout. Danach folgte gegen Nordmazedonien der einzige Sieg in der Vorrunde. Als Vorletzte ihrer Gruppe gelang nicht die Qualifikation für die Hauptrunde. In der Trostrunde unterlag Russland zunächst ein weiteres Mal gegen Frankreich, bevor zwei Siege gegen Slowenien und Rumänien gelangen. Es folgten die Platzierungsspiele. Hier gewannen die Russinnen ihr erstes Spiel gegen die Türkei und schlugen im letzten Spiel um den neunten Rang die Deutschen Frauen. Kuschnyr bestritt alle zehn möglichen Partien und erzielte acht Punkte. Damit war sie wie auch ihre Torhüter-Kollegin Darja Garkuschtschenko treffsicherer als die meisten russischen Feldspielerinnen der Defensive.

## Einzelbelege
1. ↑  European Handball Federation - 2015 Women's European Championship 19 / Final Tournament. Abgerufen am 5. Juni 2021 (englisch).
2. ↑  European Handball Federation - 2019 Women's ECh Beach Handball / Final Tournament. Abgerufen am 18. November 2020 (englisch).

| Personendaten    | Personendaten                                                                         |
| ---------------- | ------------------------------------------------------------------------------------- |
| NAME             | Kuschnyr, Margarita Sergejewna                                                        |
| ALTERNATIVNAMEN  | Kushnyr, Margarita (englisch, Transkription); Кушнырь, Маргарита Сергеевна (russisch) |
| KURZBESCHREIBUNG | russische Handballspielerin                                                           |
| GEBURTSDATUM     | 5. Juni 1996                                                                          |
| GEBURTSORT       | Oblast Rostow                                                                         |